# Autoroute A7 (Luxembourg)
Pour les articles homonymes, voir Autoroute A7 et Autoroute du Nord.
L'autoroute A7 (luxembourgeois : Autobunn A7), appelée aussi autoroute du Nord (en luxembourgeois : Nordstrooss), est une autoroute qui relie Luxembourg au nord du grand-duché. Elle débute à la jonction de Grünewald, un échangeur au nord-est de Luxembourg, et se termine au sud de Schieren où elle prolongée jusqu'à Erpeldange-sur-Sûre par la voie express B7.

## Historique
Le premier tronçon, mis en service en 2000, est celui entre les échangeurs d'Ettelbruck et d'Erpeldange-sur-Sûre (bien que classé comme voie express B7). L'année suivante, en 2001, c'est la sections entre les échangeurs de Mersch et de Colmar-Berg qui est mise en service, ces deux sections sont raccordées l'année suivante, en 2002, la même année que la section entre l'échangeur du Waldhof et celui du Grünewald qui raccord l'A7 à l'autoroute A1.
En 2004, la section entre les échangeurs de Schoenfels et de Mersch est mise en service.
Le tronçon entre les échangeurs de Lorentzweiler et de Mersch, comprenant le viaduc de franchissement de l'Alzette et le tunnel Gousselerbierg, a été ouvert à la circulation le 24 janvier 2008, (initialement prévu fin 2004).
Le dernier tronçon entre les échangeurs de Waldhof et de Lorentzweiler, comprenant les tunnels Grouft et Stafelter, a été ouvert à la circulation le 23 septembre 2015 à 15 h en présence du Grand-Duc Henri,.

### Budget
Le projet de l'A7 avait été estimé à un coût avoisinant les 200 millions d'euros en début de projet. Finalement, l'A7 aura coûté 715 millions d'euros, soit 258 % de plus que le coût initial. La durée des travaux a également dépassé la durée prévue, pour être terminé 18 ans après le démarrage.

## Description

### Caractéristiques
L'autoroute A7 relie l'échangeur du Grünewald, la bifurcation avec l'autoroute A1 (entre le quartier du Kirchberg et l'aéroport) au sud et Schieren où l'autoroute est prolongée par la voie express B7 jusqu'à Erpeldange-sur-Sûre au nord. Administrée par l'administration des ponts et chaussées, sa longueur est de 31,469 km et constitue une partie de la route européenne 29 (E29), entre la bifurcation avec l'autoroute A1 et l'échangeur de Waldhof, et une partie de la route européenne 421 (E421) dans son intégralité.

### Sorties
|                                                 | Dénomination                    | Destinations                                                        | BK   |
| ----------------------------------------------- | ------------------------------- | ------------------------------------------------------------------- | ---- |
|                                                 | Jonction Grünewald              | Autoroute de Trèves                                                 | 0,0  |
| 1                                               | Waldhof                         | Luxembourg (quartiers Eich, Pfaffenthal, Weimerskirch), Junglinster | 1,1  |
|                                                 | Tunnel Stafelter (1 850 m)      |                                                                     | 2,3  |
|                                                 | Tunnel Grouft (2 966 m)         |                                                                     | 7,6  |
| 2                                               | Lorentzweiler                   | Lorentzweiler, Lintgen (dont Gosseldange)                           | 9,5  |
|                                                 | Viaduc de Lorentzweiler (890 m) |                                                                     | 10,3 |
|                                                 | Tunnel Gousselerbierg (2 695 m) |                                                                     | 12,1 |
| 3                                               | Schoenfels 102                  | Mersch (dont Schoenfels)                                            | 14,4 |
|                                                 | Tunnel de Mersch (530 m)        |                                                                     | 15,2 |
| 4                                               | Mersch                          | Mersch, Boevange-sur-Attert, Saeul                                  | 16,2 |
| 5                                               | Merscherbierg                   | Mersch, Bissen (dont Roost)                                         | 17,2 |
| 6                                               | Colmar-Berg                     | Colmar-Berg                                                         | 22,4 |
| 7                                               | Schieren                        | Schieren, Colmar-Berg, Nommern (Cruchten)                           | 24,7 |
| Fin de l'autoroute, début de la voie express B7 |                                 |                                                                     |      |
| 8                                               | Ettelbruck                      | Ettelbruck, Schieren                                                | 26,3 |
| 9                                               | Ingeldorf                       | Ettelbruck, Erpeldange-sur-Sûre (dont Ingeldorf)                    | 29,3 |
| 10                                              | Erpeldange                      | Erpeldange-sur-Sûre, Diekirch                                       | 31,2 |
|                                                 | Fin de la voie express          | Diekirch, Parc Hosingen                                             | 33,0 |

### Ouvrages d'art
À cause du profil géographique des zones traversées, l'A7 a nécessité la construction de plusieurs grands ouvrages d'arts (viaducs et tunnels) :
- Viaduc Glaasbuurggronn ;
- Viaduc Groussheck ;
- Tunnel Stafelter ;
- Tunnel Grouft ;
- Viaduc de Lorentzweiler ;
- Tunnel Gousselerbierg ;
- Tunnel de Mersch ;
- Viaduc de Colmar-Berg.

À cela il faut ajouter plusieurs ponts sur la section classée en voie express B7.

## Statistiques de fréquentation
Pour des raisons techniques, il est temporairement impossible d'afficher le graphique qui aurait dû être présenté ici.

## Galerie

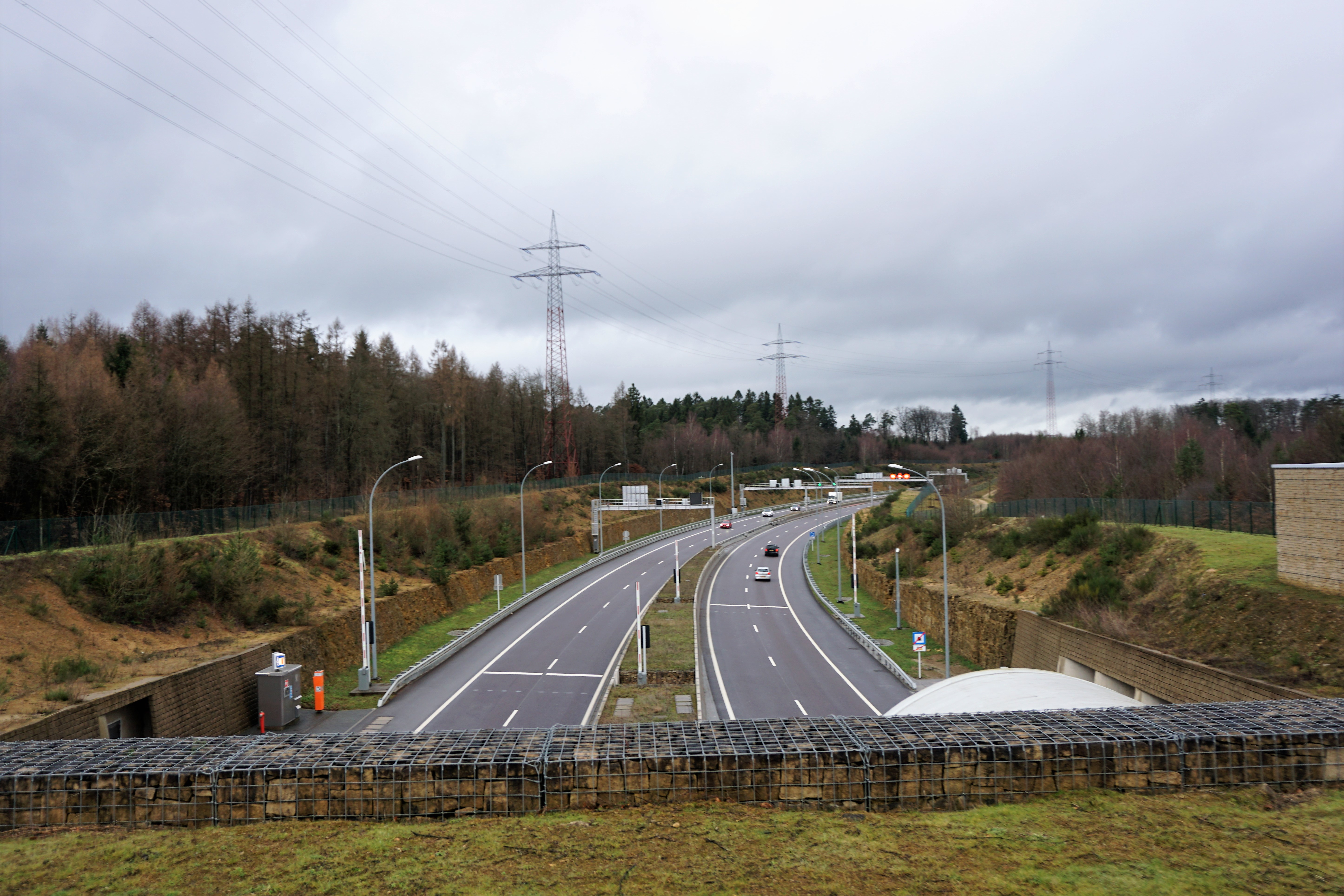
L'A7 sortant au nord du Tunnel Stafelter.
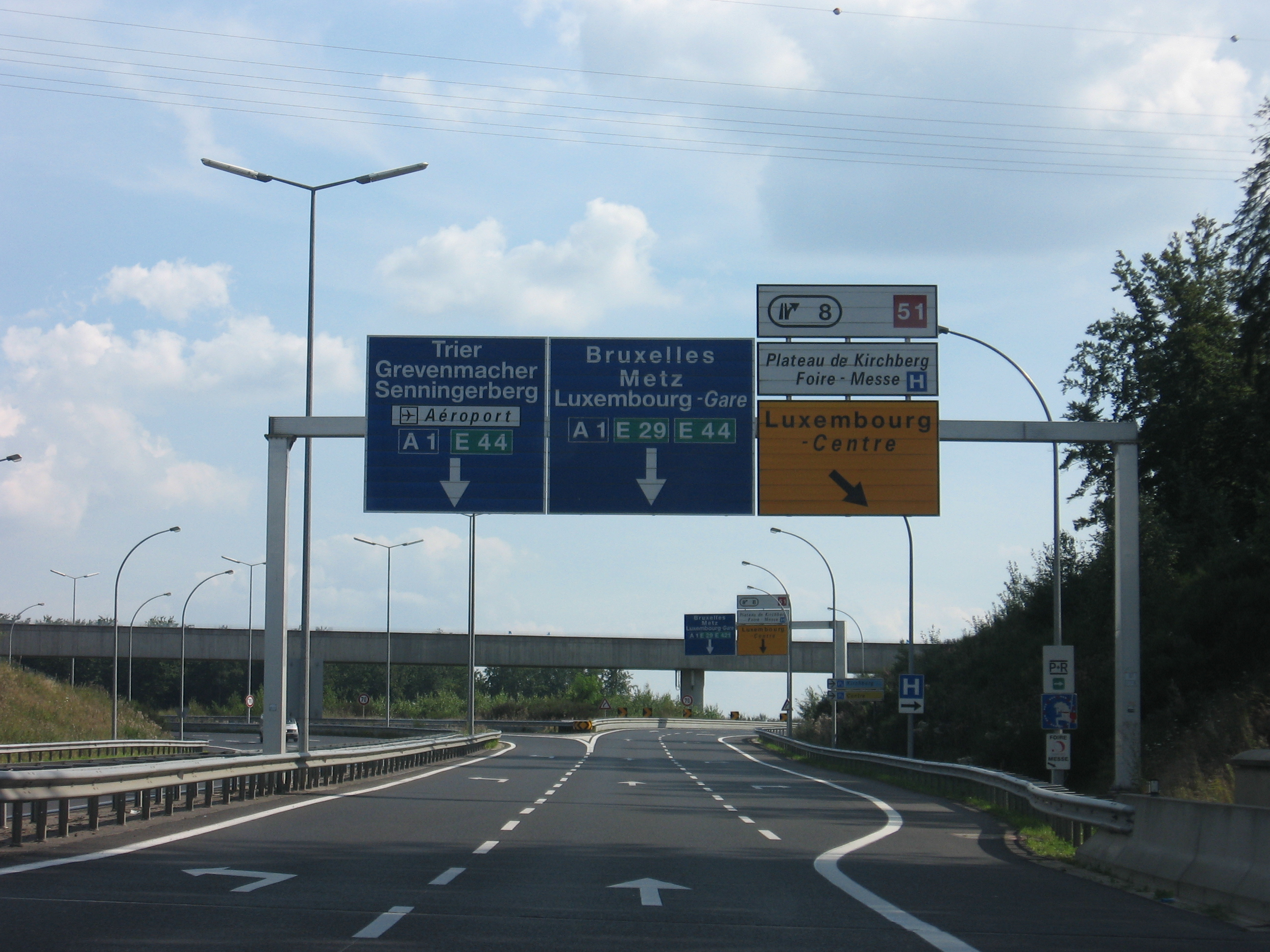
Fin de l'A7 à la « Jonction Grünewald » où elle rejoint l'A1.
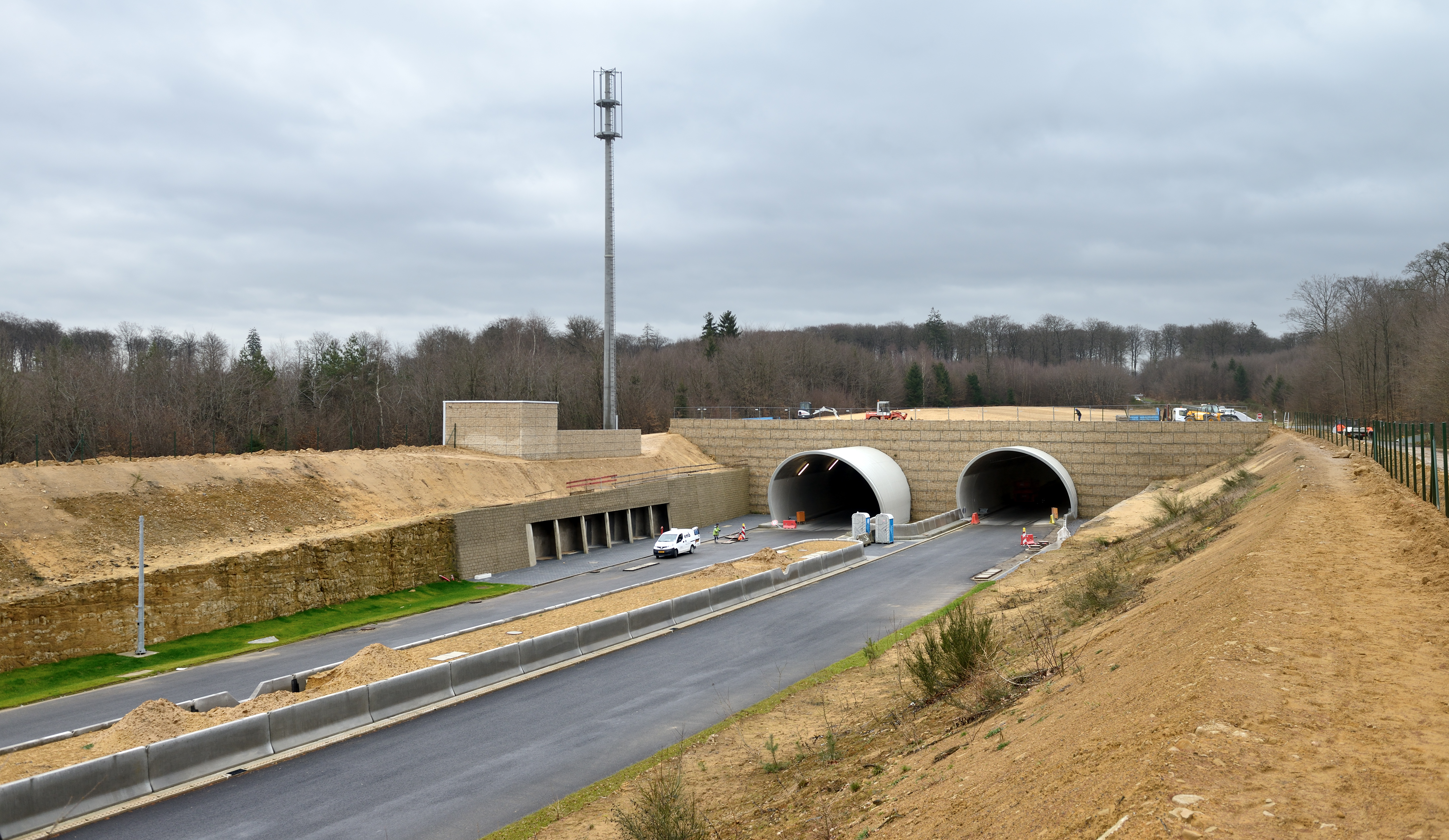
Le Tunnel Stafelter en construction en 2014.
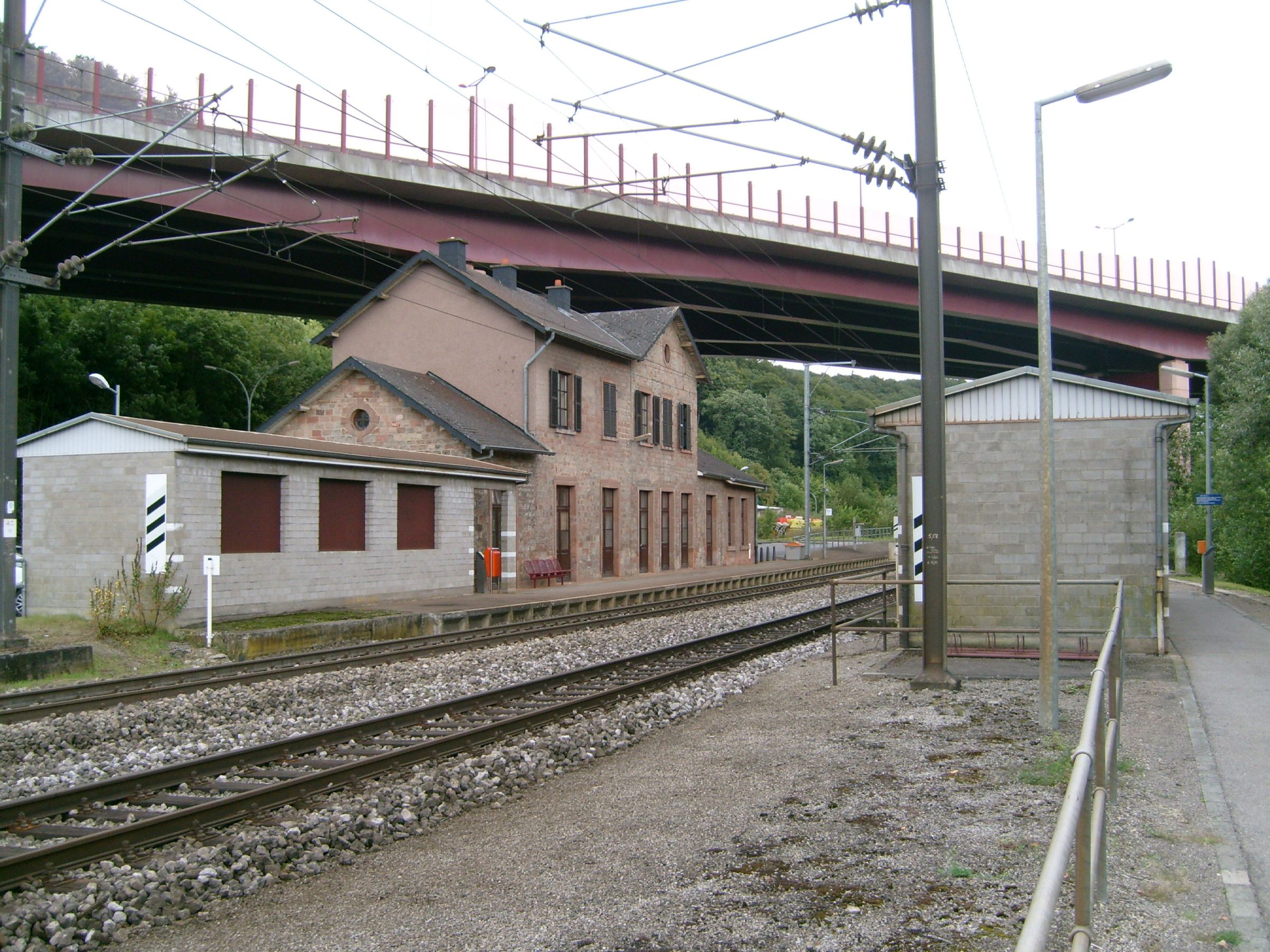
Le viaduc de Colmar-Berg enjambe la vallée de l'Alzette et la ligne 10.
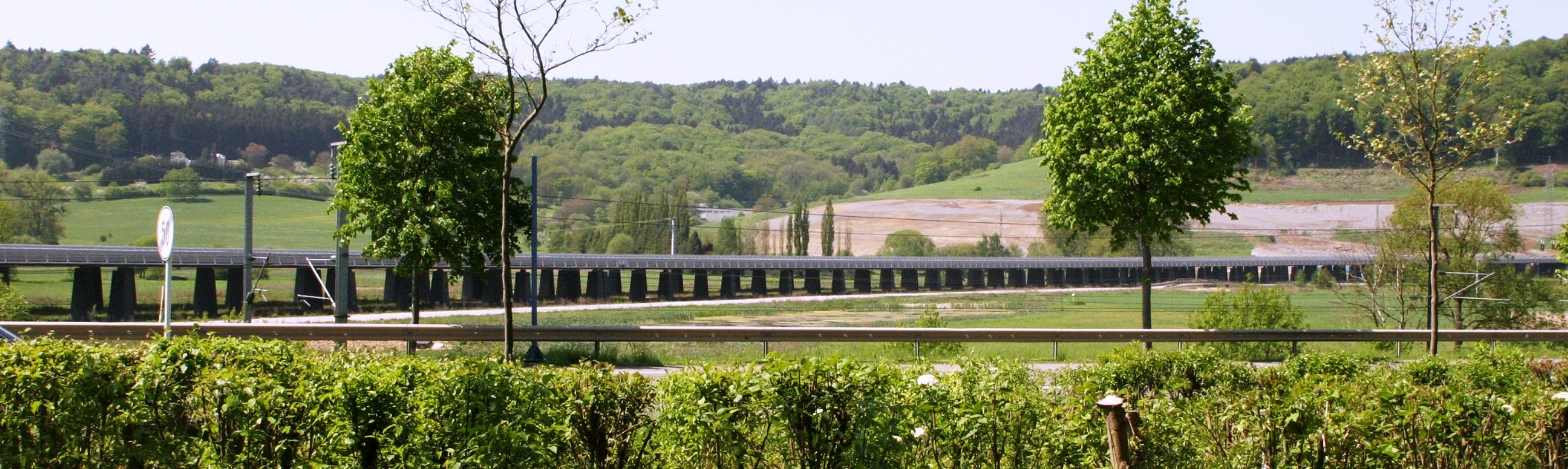
Le viaduc de Lorentzweiler enjambe la vallée de l'Alzette.